# Otto Eerelman
Otto Eerelman es un pintor, grabador y litógrafo holandés nacido en Groningen el 23 de marzo de 1839 y fallecido en la misma ciudad el 3 de octubre de 1926). Es famoso por haber producido pinturas de caballos y perros. 
Alumno de Johannes Hinderikus Egenberger, realizó varios retratos de la reina Guillermina I de los Países Bajos y de la familia real holandesa durante los eventos oficiales.

## Obra

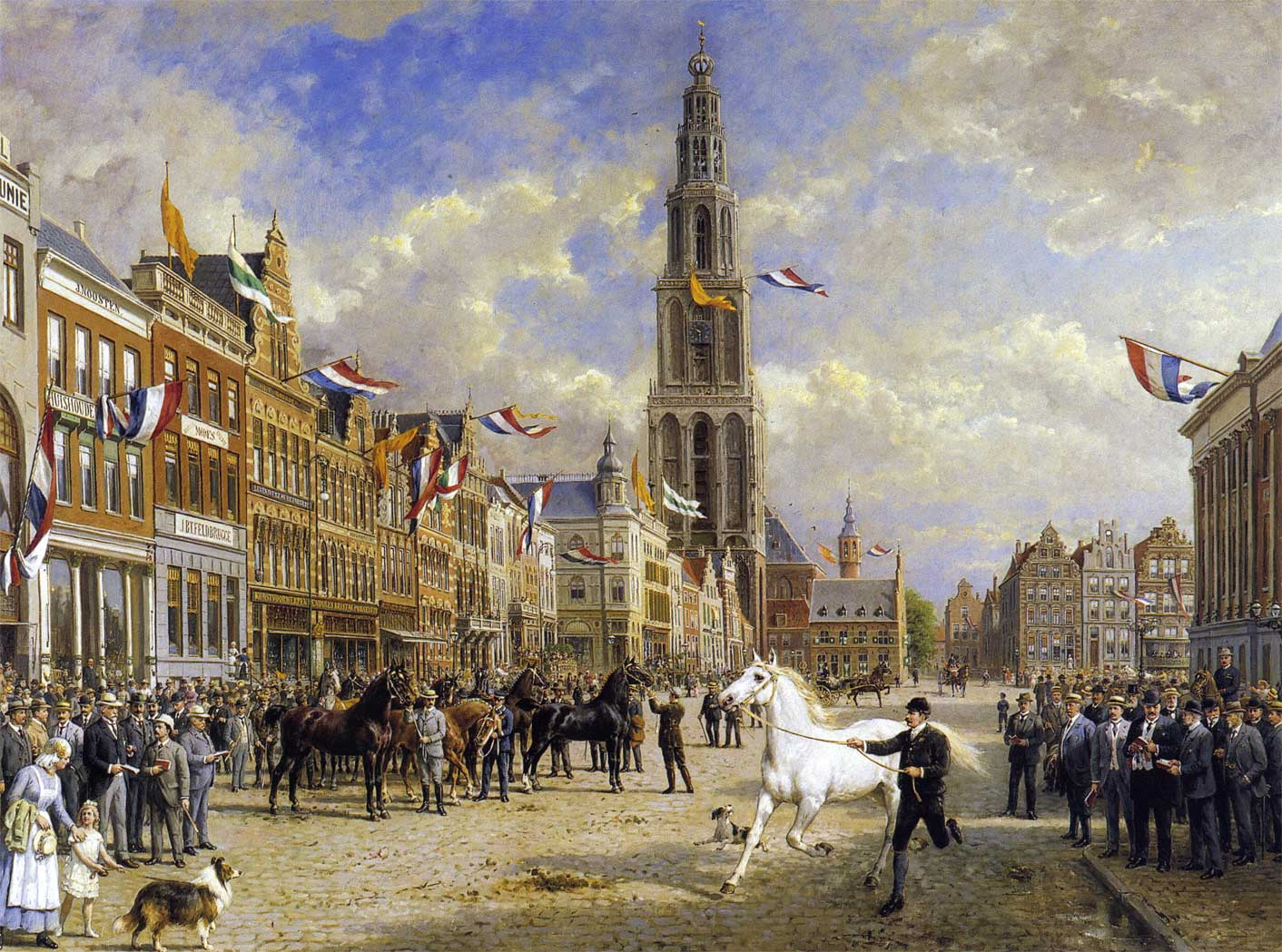
La inspección veterinaria.

- Mastiff holding a calling card in his mouth (1881)[1]
- Saint-bernard puppies (1904)
- La inspección veterinaria (1920)
- A mother's watchful eye
- A riding tour in the snow
- Head of St. bernard puppy